# 比德河 (萊蓬德馬爾泰勒)
46°59′35″N 6°43′30″E / 46.99293°N 6.72490°E

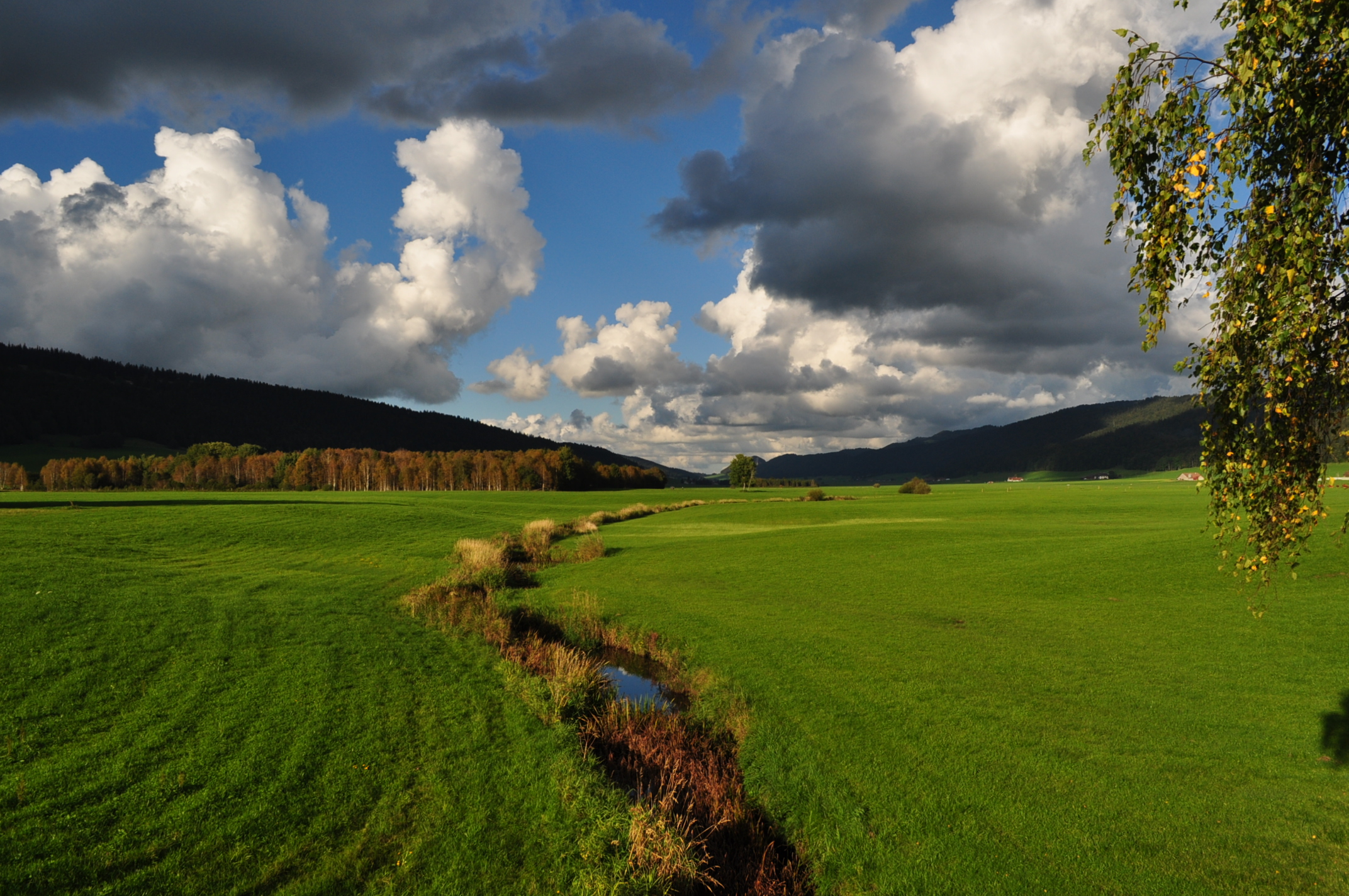

比德河是瑞士的河流，位於該國西部，流經納沙泰爾州，河道全長12公里，流域面積56平方公里，發源自拉薩涅東南面，河口處在萊蓬德馬爾泰勒西南面。